# Langenstein (Kirchhain)
Langenstein ist mit zirka 1000 Einwohnern der zweitgrößte Stadtteil der Stadt Kirchhain im mittelhessischen Landkreis Marburg-Biedenkopf. Es liegt etwa zwei Kilometer östlich der Innenstadt Kirchhains und grenzt unmittelbar an die Kernstadt Kirchhain an.

## Geschichte

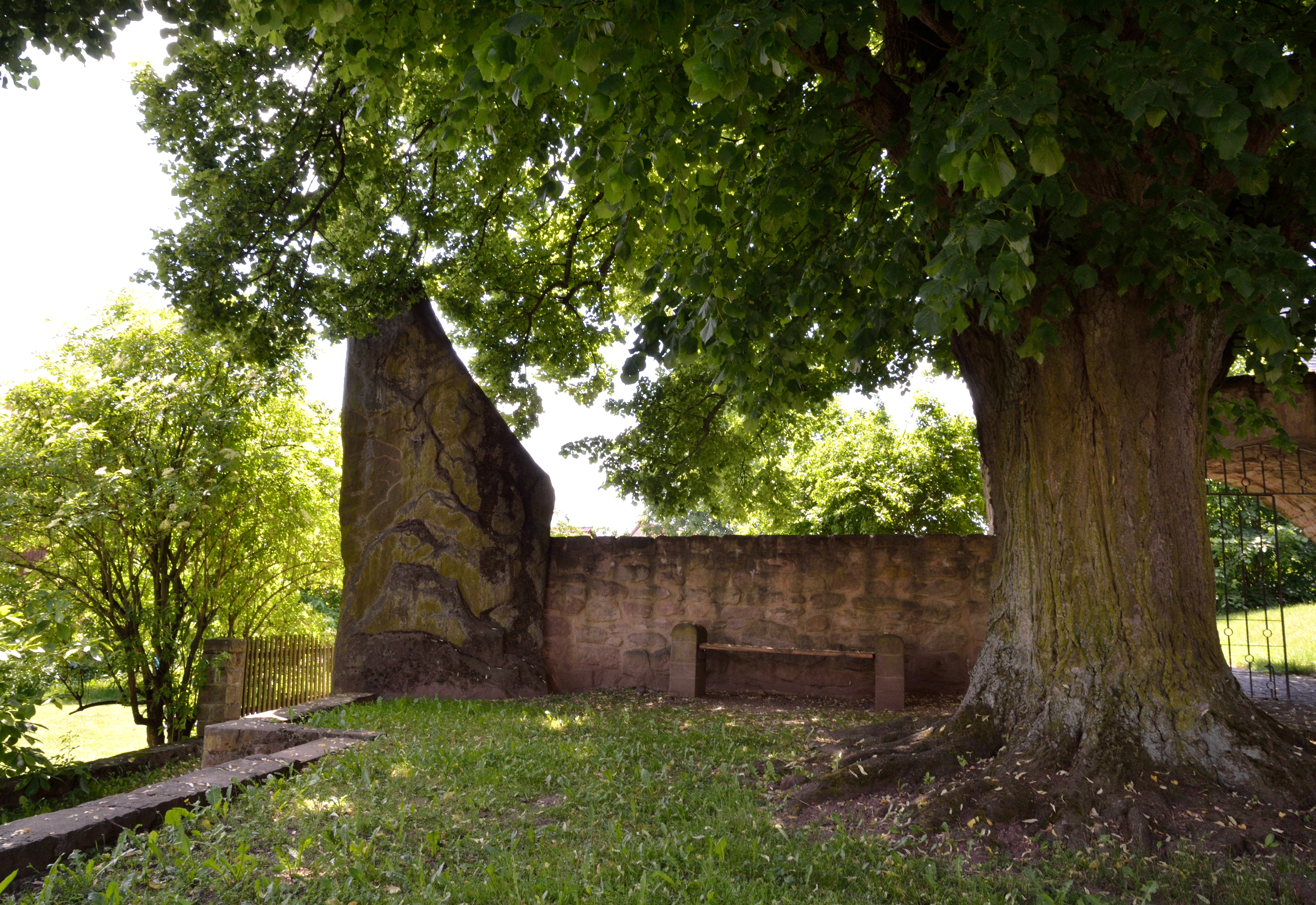
Der Lange Stein

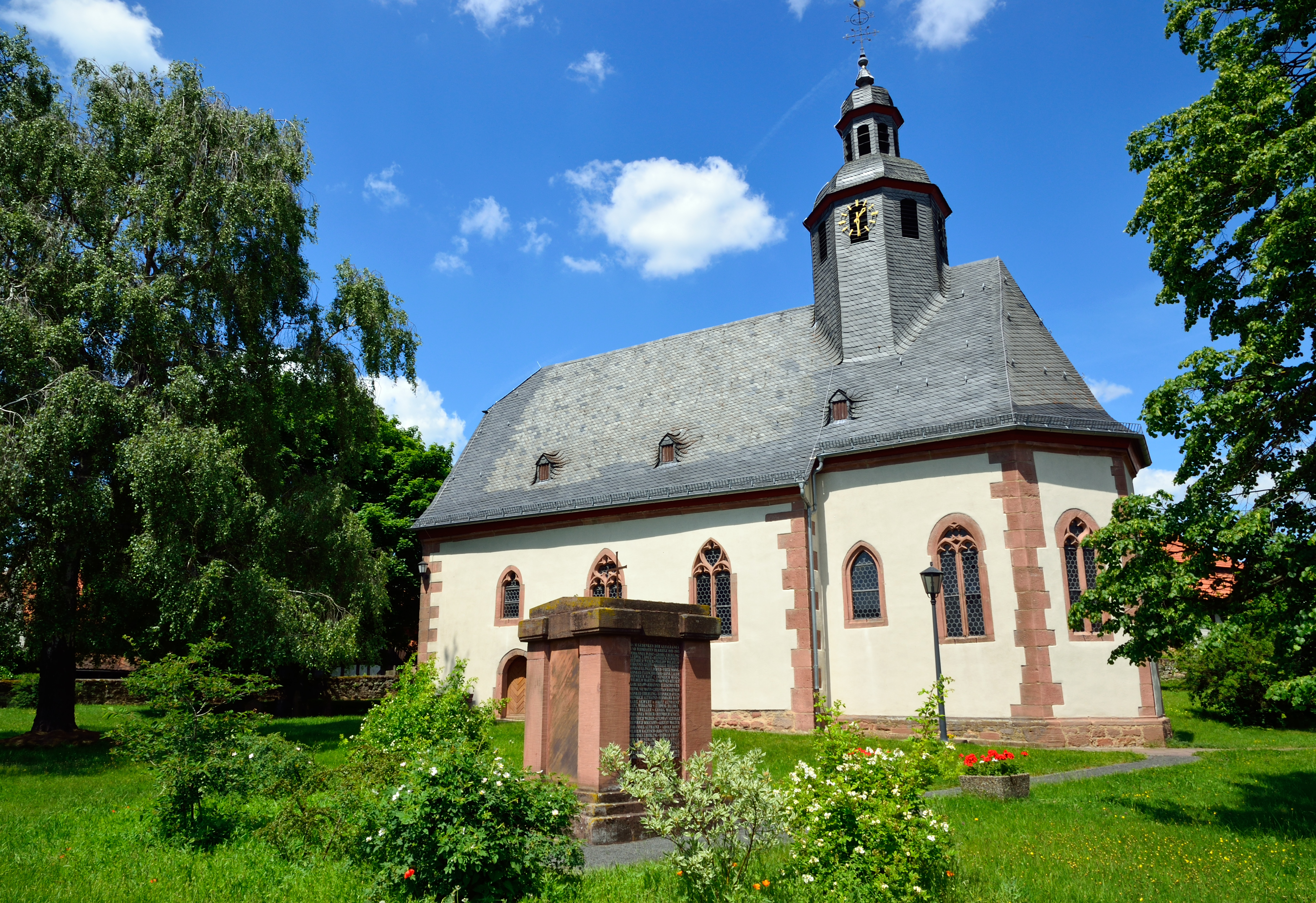
Die Dorfkirche

### Ortsgeschichte
Seinen Namen hat das Dorf vom Langen Stein, einem 4,75 Meter hohen Menhir. Er wurde vermutlich in der Jungsteinzeit aufgestellt und befindet sich an der Kirchhofsmauer der evangelischen Kirche im Zentrum des Ortes. Der Menhir war ursprünglich ca. 6,30 Meter hoch und 2,30 Meter breit, doch er wurde durch einen Blitzschlag auf die Höhe von 4,75 verkürzt. Damit zählte er zu den größten Menhiren Deutschlands.
Die älteste bekannte Erwähnung des Ortes erfolgte im Jahr 1223 als „Langenstein“ in einem historischen Verzeichnis der Stadt Fritzlar.
Bei Langenstein befand sich die Burg Leiterstädt. Im Jahr 2023 feierte Langenstein die 800-Jahr-Feier.
Hessische Gebietsreform (1970–1977)
Zum 31. Dezember 1971 wurde die bis dahin selbständige Gemeinde Langenstein im Zuge der Gebietsreform in Hessen auf freiwilliger Basis in die Stadt Kirchhain eingemeindet. Für Langenstein, wie für alle ehemals eigenständigen Stadtteile von Kirchhain, wurde ein Ortsbezirk gebildet.

### Wüstungen
Auf dem Gebiet des heutigen Langenstein liegen folgende wüst gefallene Orte:
- Heimersdorf [5]
- Leiterstede [6]
- Netz [7]

### Verwaltungsgeschichte im Überblick
Die folgende Liste zeigt die Staaten und Verwaltungseinheiten, denen Langenstein angehört(e):
- vor 1567: Heiliges Römisches Reich, Landgrafschaft Hessen, Amt Marburg, Gericht Kirchhain (Gericht Kirchhain bestand aus den Orten: Kirchhain, Langenstein und Niederwald)[9]
- ab 1567: Heiliges Römisches Reich, Landgrafschaft Hessen-Marburg, Amt Marburg[10]
- ab 1592: Heiliges Römisches Reich, Landgrafschaft Hessen-Marburg, Amt Kirchhain
- 1604–1648: Heiliges Römisches Reich, strittig zwischen Landgrafschaft Hessen-Darmstadt und Landgrafschaft Hessen-Kassel (Hessenkrieg), Amt Kirchhain
- ab 1648: Heiliges Römisches Reich, Landgrafschaft Hessen-Kassel, Amt Kirchhain
- ab 1806: Landgrafschaft Hessen-Kassel, Amt Kirchhain
- 1807–1813: Königreich Westphalen, Departement der Werra, Distrikt Marburg, Kanton Kirchhain
- ab 1815: Kurfürstentum Hessen, Amt Kirchhain[11]
- ab 1821: Kurfürstentum Hessen, Provinz Oberhessen, Kreis Marburg[12][Anm. 2]
- ab 1848: Kurfürstentum Hessen, Bezirk Marburg
- ab 1851: Kurfürstentum Hessen, Provinz Oberhessen, Kreis Marburg
- ab 1867: Königreich Preußen, Provinz Hessen-Nassau, Regierungsbezirk Kassel, Kreis Marburg
- ab 1871: Deutsches Reich, Königreich Preußen, Provinz Hessen-Nassau, Regierungsbezirk Kassel, Kreis Marburg
- ab 1918: Deutsches Reich, Freistaat Preußen, Provinz Hessen-Nassau, Regierungsbezirk Kassel, Kreis Marburg
- ab 1944: Deutsches Reich, Freistaat Preußen, Provinz Kurhessen, Landkreis Marburg
- ab 1945: Deutsches Reich, Amerikanische Besatzungszone, Groß-Hessen, Regierungsbezirk Kassel, Landkreis Marburg
- ab 1946: Deutsches Reich, Amerikanische Besatzungszone, Hessen, Regierungsbezirk Kassel, Landkreis Marburg
- ab 1949: Bundesrepublik Deutschland, Hessen, Regierungsbezirk Kassel, Landkreis Marburg
- ab 1971: Bundesrepublik Deutschland, Hessen, Regierungsbezirk Kassel, Landkreis Marburg, Stadt Kirchhain
- ab 1974: Bundesrepublik Deutschland, Hessen, Regierungsbezirk Kassel, Landkreis Marburg-Biedenkopf, Stadt Kirchhain
- ab 1981: Bundesrepublik Deutschland, Hessen, Regierungsbezirk Gießen, Landkreis Marburg-Biedenkopf, Stadt Kirchhain

### Gerichte seit 1821
Mit Edikt vom 29. Juni 1821 wurden in Kurhessen Verwaltung und Justiz getrennt. Der Kreis Kirchhain war für die Verwaltung und das Justizamt Kirchhain war für Langenstein als Gericht erster Instanz zuständig. Nach der Annexion Kurhessens durch Preußen erfolgte am 1. September 1867 die Umbenennung des bisherigen Justizamtes in Amtsgericht Kirchhain. Auch mit dem Inkrafttreten des Gerichtsverfassungsgesetzes von 1879 blieb das Amtsgericht unter seinem Namen bestehen.

## Bevölkerung

### Einwohnerstruktur 2011
Nach den Erhebungen des Zensus 2011 lebten am Stichtag dem 9. Mai 2011 in Langenstein 1050 Einwohner. Darunter waren 21 (2,0 %) Ausländer.
Nach dem Lebensalter waren 186 Einwohner unter 18 Jahren, 429 zwischen 18 und 49, 231 zwischen 50 und 64 und 204 Einwohner waren älter. Die Einwohner lebten in 420 Haushalten. Davon waren 105 Singlehaushalte, 123 Paare ohne Kinder und 153 Paare mit Kindern sowie 36 Alleinerziehende und 3 Wohngemeinschaften. In 81 Haushalten lebten ausschließlich Senioren und in 273 Haushaltungen lebten keine Senioren.

### Einwohnerentwicklung
| Quelle: Historisches Ortslexikon | |
| • 1504:                          | 24 wehrfähige Männer |
| • 1577:                          | 57 Hausgesesse |
| • 1592:                          | 17 vierspännige Ackerleute, 33 Einläuftige                                                                                 |
| • 1629:                          | 43 Hausgesesse (1 fünfspännige, 6 vierspännige, 2 dreispännige, 6 zweispännige, 3 einspännige Ackerleute, 21 Einläuftige). |
| • 1697:                          | 41 Hausgesesse |
| • 1747:                          | 74 Haushalte |
| • 1838:                          | Familien: 61 nutzungsberechtigte, 24 nicht nutzungsberechtigte Ortsbürger, 21 Beisassen                                    |

| Langenstein: Einwohnerzahlen von 1782 bis 2019 | Langenstein: Einwohnerzahlen von 1782 bis 2019 | Langenstein: Einwohnerzahlen von 1782 bis 2019 | Langenstein: Einwohnerzahlen von 1782 bis 2019 | Langenstein: Einwohnerzahlen von 1782 bis 2019 |
| --- | ---------------------------------------------- | ---------------------------------------------- | ---------------------------------------------- | ---------------------------------------------- |
| Jahr |                                                |                                                |                                                | Einwohner                                      |
| 1782 | 1782                                           |                                                | 403                                            | 403                                            |
| 1800 | 1800                                           |                                                | ?                                              | ?                                              |
| 1834 | 1834                                           |                                                | 606                                            | 606                                            |
| 1840 | 1840                                           |                                                | 602                                            | 602                                            |
| 1846 | 1846                                           |                                                | 639                                            | 639                                            |
| 1852 | 1852                                           |                                                | 635                                            | 635                                            |
| 1858 | 1858                                           |                                                | 627                                            | 627                                            |
| 1864 | 1864                                           |                                                | 652                                            | 652                                            |
| 1871 | 1871                                           |                                                | 616                                            | 616                                            |
| 1875 | 1875                                           |                                                | 574                                            | 574                                            |
| 1885 | 1885                                           |                                                | 617                                            | 617                                            |
| 1895 | 1895                                           |                                                | 573                                            | 573                                            |
| 1905 | 1905                                           |                                                | 600                                            | 600                                            |
| 1910 | 1910                                           |                                                | 674                                            | 674                                            |
| 1925 | 1925                                           |                                                | 691                                            | 691                                            |
| 1939 | 1939                                           |                                                | 748                                            | 748                                            |
| 1946 | 1946                                           |                                                | 1.015                                          | 1.015                                          |
| 1950 | 1950                                           |                                                | 977                                            | 977                                            |
| 1956 | 1956                                           |                                                | 896                                            | 896                                            |
| 1961 | 1961                                           |                                                | 875                                            | 875                                            |
| 1967 | 1967                                           |                                                | 976                                            | 976                                            |
| 1980 | 1980                                           |                                                | ?                                              | ?                                              |
| 1990 | 1990                                           |                                                | ?                                              | ?                                              |
| 2000 | 2000                                           |                                                | ?                                              | ?                                              |
| 2011 | 2011                                           |                                                | 1.050                                          | 1.050                                          |
| 2015 | 2015                                           |                                                | 1.017                                          | 1.017                                          |
| 2019 | 2019                                           |                                                | 1.004                                          | 1.004                                          |
| Datenquelle: Historisches Gemeindeverzeichnis für Hessen: Die Bevölkerung der Gemeinden 1834 bis 1967. Wiesbaden: Hessisches Statistisches Landesamt, 1968. Weitere Quellen: LAGIS; Stadt Kirchheim:; Zensus 2011 |                                                |                                                |                                                |                                                |

### Historische Religionszugehörigkeit
| Quelle: Historisches Ortslexikon |                                                                    |
| • 1861:                          | 613 lutheranische, 5 reformierte, 20 römisch-katholische Einwohner |
| • 1885:                          | 613 evangelische (= 99,35 %), 4 katholische (= 0,65 %) Einwohner   |
| • 1961:                          | 827 evangelische (= 94,51 %), 29 katholische (= 3,31 %) Einwohner  |

### Historische Erwerbstätigkeit
| Quelle: Historisches Ortslexikon | |
| • 1782:                          | Erwerbspersonen: 3 Schmiede, 4 Schneider, 1 Wagner, 2 Leineweber, 1 Weißbinder, 5 Schäfer, 13 Tagelöhner, 14 Tagelöhner.              |
| • 1838:                          | Familien: 50 Ackerbau, 10 Gewerbe, 21 Tagelöhner.                                                                                     |
| • 1961:                          | Erwerbspersonen: 253 Land- und Forstwirtschaft, 191 Produzierendes Gewerbe, 33 Handel und Verkehr, 26 Dienstleistungen und Sonstiges. |

## Politik
Für den Stadtteil Langenstein besteht ein Ortsbezirk mit Ortsbeirat und Ortsvorsteher nach der Hessischen Gemeindeordnung. Er umfasst das Gebiet der ehemaligen Gemeinde Langenstein.
Der Ortsbeirat besteht aus sieben Mitgliedern. Bei den Kommunalwahlen in Hessen 2021 betrug die Wahlbeteiligung zum Ortsbeirat 59,83 %. Alle Kandidaten gehörten der „Gemeinschaftsliste Langenstein“ an. Der Ortsbeirat wählte Norbert Schulz zum Ortsvorsteher.

## Kultur und Sehenswürdigkeiten

### Vereine
Der SV Langenstein spielt derzeit in der Kreisliga B Marburg Fußball. Er verfügt weiterhin über eine Mädchenabteilung.
Des Weiteren bestehen in Langenstein ein Männergesangverein, ein Kirchenchor, eine Volkstanzgruppe, ein Posaunenchor, ein Jugendchor, ein Gospelchor und eine Freiwillige Feuerwehr mit dazugehöriger Jugendfeuerwehr.

### Bauwerke
- Der namensgebende Lange Stein von Langenstein in der Nordost-Ecke der geschlossenen Kirchhof-Ummauerung.
- Langenstein besitzt mit der evangelischen St.-Jakobi-Kirche eine von zwei Kirchen in Deutschland, die ein sogenanntes doppeltes, freischwebendes, sechseckiges, wabenförmiges Netzgewölbe haben.

## Infrastruktur

### Öffentliche Einrichtungen
Langenstein verfügt über eine Grundschule und einen evangelischen Kindergarten.
Des Weiteren findet sich in Langenstein ein Dorfgemeinschaftshaus.

### Verkehr
Langenstein liegt an der Kreisstraße 15 in Richtung Stadtallendorf und Neustadt und ist über die Anschlussstellen Kirchhain-Langenstein an die B 454 angebunden.

## Söhne und Töchter des Orts
- Der Theologe und Kirchenpolitiker Heinrich von Langenstein wurde im Jahre 1325 in Langenstein auf dem Hof Hainbuch geboren.